# Хайнрих I фон Плауен-Ройс
Хайнрих I фон Плауен-Ройс (на немски: Heinrich I, Vogt von Plauen-Reuss „jüngerer Linie“; * ок. 1256; † между 4 ноември 1292 и 12 декември 1295) е фогт на Плауен от „младата линия“ на фамилията на фогтите на Плауен в Курфюрство Саксония, наречен е „Ройс“.
Той е вторият син на фогт Хайнрих I фон Плауен († 1303) и първата му съпруга Аделхайд фон Лобдебург († сл. 1253), дъщеря на Херман фон Лобдебург-Лойхтенберг († сл. 1256) и Мехтхилд фон Кверфурт-Магдебург († сл. 1254). Правнук е на Хайнрих IV фон Вайда († 1249/1250) и Юта фон Алтенбург († 1268).
Баща му Хайнрих I фон Плауен се жени втори път пр. април 1271 г. за Кунигунда фон Люцелщайн († 1302).

## Фамилия
Хайнрих I фон Плауен-Ройс се жени на 20 март/пр. 30 март 1289 г. за графиня Юта фон граф на Шварцбург-Бланкенбург († сл. 10 май 1329 в манастир Илм), дъщеря на граф Хайнрих V фон Шварцбург-Бланкенбург († 1287) и София Даниловна Галицкая/София фон Халич († ок. 1290), дъщеря на крал Данило от Галиция († 1264) и първата му съпруга Анна Мстиславна от Новгород († пр. 1252). Те имат децата:
- Хайнрих II фон Ройс-Плауен († 18 декември 1350), преименува на фон Ройс-Плауен, женен I. 1306 г. за София фон Байхлинген († ок. 1335), II. за принцеса Саломея фон Силезия-Глогау († ок. 12 юни 1359)
- Хайнрих фон Плауен († сл. 1338), тевтонски рицар (1336 – 1338)
- Хайнрих „Рутенус“ фон Плауен († 13 февруари 1314 в битката при Зиздитен), тевтонски рицар
- ? дъщеря фон Плауен († сл. 1333), омъжена за Буркхард (Бусо) фон Елстерберг († сл. 1346), син на Буркхард фон Елстерберг († 1303) и Елизабет († 1312)

Вдовицата му Юта фон Шварцбург-Бланкенбург се омъжва втори път пр. 8 февруари 1305 г. за маркграф Фридрих Клем фон Майсен (1273 – 1316).